# Маси (остров)
Остров Маси (на английски: Massey Island) е 57-ият по големина остров в Канадския арктичен архипелаг. Площта му е 432 км2, която му отрежда 71-во място сред островите на Канада. Административно принадлежи към канадската територия Нунавут. Необитаем.
Остров Маси е най-малкият от групата от четири острова (Ил Вание, Камерън, Александър и Маси) известни под името о-ви Батърст и намиращи се на северозапад от големия остров Батърст в централната част на Канадския арктичен архипелаг. На север широкия едва 2 км проток Пиърс Стрийт (Pearse Strait), в който се намира малкия остров Паулина го отделя от остров Ил Вание, а на юг 3-километровият проток Бойер (Boyer Strait) от остров Александър и малкия (56 км2) остров Марк. На изток залива Ърскин го отделят от остров Батърст, а на запад протока Байам Мартин (42,5 км) от остров Мелвил.
Островът има издължена, почти правоъгълна форма, от изток на запад на 46 км, а максималната му ширина от север на юг е 11,4 км в източната част, до 8,5 км в западната. Дължината на бреговата му линия е 113 км и е слабо разчленена. По цялото протежение на бреговата линия има широка около 1 – 2 км крайбрежна низина, а във вътрешността от запад на изток се простира ниско възвишение с максимална височина от 210 м, от което през краткото арктическо лято се спускат къси реки и потоци.
Цялата група острови Батърст е открита през май 1853 г. от отряда на Джордж Хенри Ричардс и Шерард Осбърн, участници в британската арктическа експедиция на Едуард Белчер, но двамата изследователи остават с впечатлението, че са открили един голям остров, който назовават Камерън. Чак през 50-те години на XX в. е доказано островното положение на остров Маси и останалите три големи острова в групата. Островът е кръстен на тогавашния (1952 – 1959) 18-и генерал-губернатор на Канада Винсънт Маси (1887 – 1967).
|  | Тази страница частично или изцяло представлява превод на страницата „Мэсси (остров)“ в Уикипедия на руски. Оригиналният текст, както и този превод, са защитени от Лиценза „Криейтив Комънс – Признание – Споделяне на споделеното“, а за съдържание, създадено преди юни 2009 година – от Лиценза за свободна документация на ГНУ. Прегледайте историята на редакциите на оригиналната страница, както и на преводната страница, за да видите списъка на съавторите. ВАЖНО: Този шаблон се отнася единствено до авторските права върху съдържанието на статията. Добавянето му не отменя изискването да се посочват конкретни източници на твърденията, които да бъдат благонадеждни. |